# Rue Crémieux
Rue Crémieux je ulice v Paříži. Nachází se ve 12. obvodu.

## Poloha
Ulice vede od křižovatky s Rue de Bercy a končí u Rue de Lyon.

## Historie
Ulice vznikla v roce 1865 na místě bývalého sportoviště Arènes nationales. Výstavbu realizoval podnikatel Moïse Polydore Millaud (1813–1871). Ulice se do roku 1897 jmenovala Avenue Millaud a poté byla přejmenována na počest advokáta a politika Adolpha Crémieuxe (1796–1880). Od roku 1993 je v ulici zřízena pěší zóna.

## Současnost
Ulice je od roku 2016 hojně navštěvována turisty. Z tohoto důvodu radnice 12. obvodu zvažuje omezit v noci vstup do ulice kvůli zachování klidu místních obyvatel.